# بعد از رفتن
بعد از رفتن  فیلم ایرانی به نویسندگی و کارگردانی رضا نجاتی و تهیه کنندگی محمود بابایی محصول سال ۱۴۰۱ است. 

## داستان
آرش (صابر ابر) بعد از مدت‌ها دوری به زادگاهش بازمی‌گردد و به دنبال گمشده‌اش است.

## بازیگران
- صابر ابر
- سارا بهرامی
- پوریا رحیمی‌سام
- پانته‌آ پناهی‌ها
- بهرام شاه‌محمدلو
- احترام برومند
- روشنک گرامی
- یسنا میرطهماسب
- عرفان ناصری
- خسرو احمدی
- الهه افشاری
- محمد ساربان
- حامی ترابی

## جوایز و نامزدی‌ها
| جشنواره                      | رده                | نامزد          | نتیجه    | منبع              |
| ---------------------------- | ------------------ | -------------- | -------- | ----------------- |
| چهل و یکمین جشنواره فیلم فجر | بهترین نقش مکمل زن | پانته‌آ پناهی‌ها | نامزدشده | [ ۲ ] [ ۳ ] [ ۴ ] |
| چهل و یکمین جشنواره فیلم فجر | بهترین فیلم اول    | رضا نجاتی      | نامزدشده | [ ۲ ] [ ۳ ] [ ۴ ] |